# جرجيس (نبي)
جرجيس هو اسم قيل أنه لنبي بعث إلى ملك من ملوك بلاد الشام يقال له دازانه.

## جرجيس في الإسلام

### نبوءته
ولقد ذكر قصة جرجيس الإمام ابن جرير الطبري في تاريخه بسنده عن وهب بن منبه، ووهب كان من التابعين، ولقد كان يأخذ من كتب الإسرائيليات. وذكرها أيضا المؤرخ ابن الأثير في كتابه الكامل في التاريخ من دون إسناد. وقد تكلم أهل العلم في نبوة جرجيس، وضعف ابن حجر العسقلاني القول بنبوته لأن المؤرخين ذكروا أنه كان في الفترة بين النبي عيسى والنبي محمد، وهذا يرده الحديث الوارد في الصحيحين (البخاري ومسلم):« أنا أولى الناس بعيسى، الأنبياء أبناء علات وليس بيني وبين عيسى نبي».
وقيل في كتاب مروج الذهب ومعادن الجوهر: «ممن كان في الفترة بعد المسيح عليه السلام جرجيس وقد أدرك بعض الحواريين، فأرسله إلى بعض ملوك الموصل (نينوى) فدعاه إلى عبادة الله عز وجل، فقتله، فأحياه الله وبعثه إليه ثانية، فقتله فأحياه الله مره أخرى، فأمر بنشره في المرة الثالثة، واحراقه واذرائه في نهر دجلة، فاهلك الله عز وجل ذلك الملك وجميع أهل مملكته ممن اتبعه، على حسب ما وردت به الأخبار عن أهل الكتاب ممن آمن».

## تاریخه
كان من أھل فلسطین من ناحیة مصر روی ابن إسحاق عن وهب بن منبه:« انه كان في الموصل ملك جبار، اختلف النساخ في ضبط اسمه۔ وفي كتاب السبعیات لابي نصر الھمداني، اسمه و ادیانه و كان ملك الشام كلھا،  ودان له اھلھا، وكان یعبد ضما یقال له افلون، وكان النبی جرجیس علیه السلام رجلاً صالحاً من اھل فلسطین، قد ادرك بقایا من حواری  عيسى علیه السلام۔ وكان تاجراً عظیم المال كثیر الصدقة، وكان خائفاً من ولاۃ الشرك ان یفتنوہ عن دینه، فخرج یرید الموصل بھدیة عظیمة للملك، لیكتب له  بعدم ولایة أحد علیه فدخل علیه وقد اخرج صنمه یكلف الناس بالسجود له،  فمن ابي عذبه باشد العذاب فلما راى النبي جرجیس علیه السلام ذلك كرہ حاله و بضغه۔ و حدث نفسه بجھادہ فعمد الی ما معه ففرقه في مستحقیه،  و اقبل علی الملك فزجرہ و نھاہ عن عبادۃ الوثن۔ و أمرہ بعبادۃ اللہ سبحانه و تعالی، و ارشدہ إلی طریق الحق،  فاقبل الملك علیه یسأله عن حاله و أمرہ و من ھو، فاخبرہ بأمرہ و حاله،  و حرصه علی الرجوع  إلی  اللہ تعالی، و ذكر احوال الامم الماضیة»۔ 

## أماكن
ويوجد في مدينة الموصل شمال العراق جامع جرجيس والذي فيه ضريح يسمى باسمه، ولقد هدمه تنظيم داعش أثر استيلائهم على المدينة.